# تعلقه تهل
تعلقه تهل (به انگلیسی: Thul Taluka) یک تعلقه یا تحصیل در پاکستان است که در ایالت سند واقع شده‌است.